# 阿尔卡拉塞霍斯
阿尔卡拉塞霍斯，是西班牙安达卢西亚自治区科尔多瓦省的一个市镇。总面积176平方公里，总人口1431人（2001年），人口密度8人/平方公里。